# Livländisch-Estnischer Kriegsschauplatz
1. Phase: Schwedische Dominanz (1700–1709)
Dänischer Kriegsschauplatz (1700)
Humlebæk • Tönning I 
Livländ./ Estnischer Kriegsschauplatz (1700–1708)
Riga I • Jungfernhof • Varja • Pühhajoggi • Narva • Petschora • Düna • Rauge • Erastfer • Hummelshof • Embach • Tartu • Narva II • Wesenberg I • Wesenberg II
Ingermanländ./ Finnischer Kriegsschauplatz (ab 1701)
Archangelsk • Ladogasee • Nöteborg • Nyenschanz • Newa • Systerbäck • Petersburg • Wyborg I • Porvoo • Newa II • Koporje II • Kolkanpää
Litauisch-weißrussischer Kriegsschauplatz (1702–1706)
Vilnius • Saladen • Jakobstadt • Gemauerthof • Mitau • Grodno I • Olkieniki • Njaswisch • Klezk • Ljachawitschy
Polnischer Kriegsschauplatz (1702–1706)
Klissow • Pułtusk • Thorn • Lemberg • Warschau • Posen • Punitz • Tillendorf • Rakowitz • Praga • Fraustadt • Kalisch 
Russischer Kriegsschauplatz (1708–1709)
Grodno II • Golowtschin • Moljatitschi • Rajowka • Lesnaja • Desna • Baturyn • Koniecpol • Weprik • Opischnja • Krasnokutsk • Sokolki • Poltawa I • Poltawa II
2. Phase: Schweden in der Defensive (1710–1721)
Baltischer und Finnischer Kriegsschauplatz (bis 1714)
Riga II • Wyborg II • Pernau • Kexholm • Reval • Hogland • Pälkäne • Storkyro • Nyslott • Hanko 
Schwed./Norwegischer Kriegsschauplatz (1710–1721)
Helsingborg • Køge-Bucht • Bottnischer Meerbusen • Frederikshald I • Dynekilen-Fjord • Göteborg I • Strömstad • Trondheim • Frederikshald II • Marstrand • Ösel • Göteborg II • Södra Stäket • Grönham • Sundsvall
Norddeutscher Kriegsschauplatz (1711–1716)
Elbing • Wismar I • Lübow • Stralsund I • Greifswalder Bodden I • Stade • Rügen • Gadebusch • Altona • Tönning II • Stettin • Fehmarn • Wismar II • Stralsund II • Jasmund • Peenemünde • Greifswalder Bodden II • Stresow 
Im Livländisch-Estnischen Kriegsschauplatz von 1700 bis 1710 im Großen Nordischen Krieg eroberten russische Truppen sukzessive die schwedische Provinz Schwedisch-Estland und Schwedisch-Livland. Konnten die Schweden zunächst die alliierten Angriffe auf beide Provinzen 1700 und 1701 erfolgreich abwehren, machte sich in den Folgejahren die numerische Unterlegenheit gegenüber den russischen Streitkräften immer deutlicher bemerkbar. Karl XII. zog den Großteil der schwedischen Ressourcen auf den Polnischen Kriegsschauplatz und betrachtete den Livländisch-Estnischen Kriegsschauplatz als nachrangig, obwohl hier die meisten Gefechte als auch die höchsten Verluste unter allen Kriegsschauplätzen auf schwedischer Seite anfielen.

## Truppenstärke

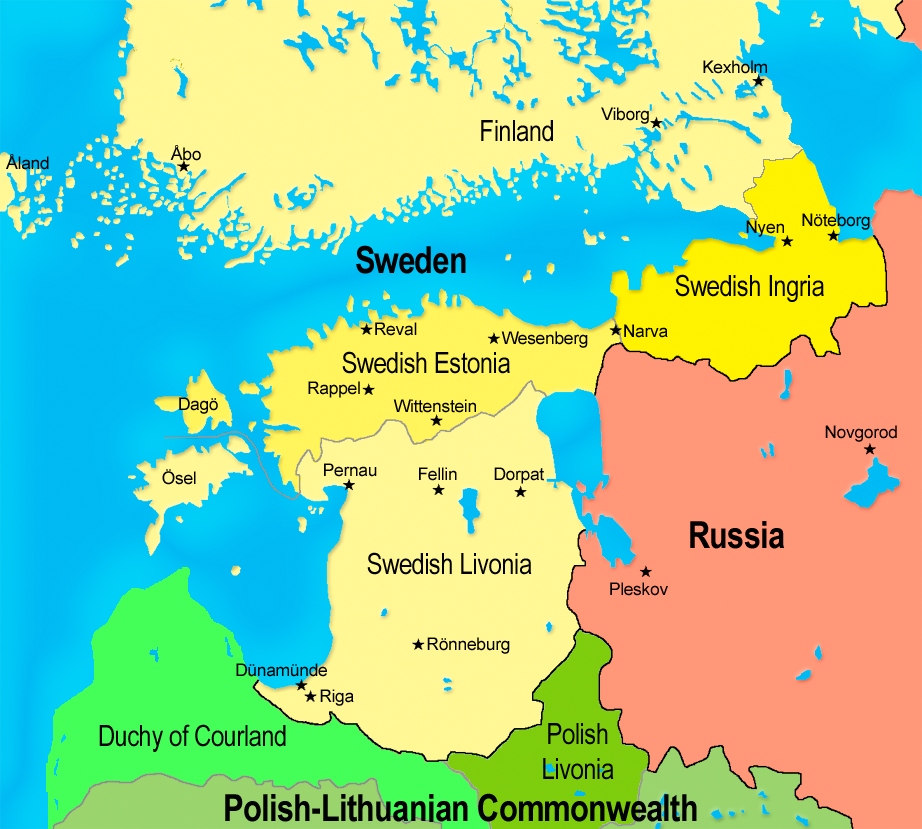
Die schwedischen Besitzungen im Baltikum

Die baltischen Provinzen Schwedens mussten zusätzlich nationale Milizen aufstellen, um die wenigen vorhandenen Linientruppen zu ergänzen. In Estland wurden vier solcher Infanterieregimenter aufgestellt. In Livland war die Aufstellung anders organisiert, da der schwedische Generalgouverneur Zweifel hinsichtlich der Zuverlässigkeit der lokalen Soldaten hatte. Er stellte 13 Milizenbataillone zu je 300 Mann auf. Auf der Insel Ösel wurde ein 500 Mann starkes Bataillon Milizen aufgestellt. Dies brachte die Gesamtzahl der Infanterie-Milizen in beiden Provinzen auf 7000 Mann. Es wurden noch vier Dragonerschwadronen als Miliz ausgehoben. Die Gesamtkraft dieser Einheiten lag bei unter 1000 Mann. Trotz des Krieges wurden die Zahl der Miliz nicht weiter angehoben. 1700 wurde über das Einteilungswerk, das schwedische Rekrutierungssystem der Frühen Neuzeit insgesamt 6600 Mann in elf Regimenter und Bataillone rekrutiert. Dies stellte die eigentliche Armeebasis für Livland und Estland dar.
Effektiv befanden sich in Livland und Estland nie mehr als 10.000 Mann auf schwedischer Seite unter Waffen. Die hohen Ausfälle in den Gefechten gegen die übermächtige russische Armee konnten mit lokalen als auch entsandten schwedischen Verstärkungen nicht ausgeglichen werden. Spätestens Ende 1702 verfügten die Schweden in Livland und Estland nicht mehr über operative Fähigkeiten, sondern beschränkten sich nur noch auf die Verteidigung der festen Plätze Riga, Reval, Pernau an der Ostseeküste. Das Hinterland blieb völlig ungeschützt und wurde regelmäßig von russischen Kosaken verheert.
Russischerseits standen im Regelfall Kräfte von 40.000 Mann für aktive Kriegshandlungen auf schwedischem Territorium zur Verfügung. In den russischen Feldzügen von 1702 oder 1704 wurden Überlegenheitsverhältnisse von 4:1 oder darüber erreicht. Die russischen Kräfte hatten zwei große Militärstützpunkte in unmittelbarer Nähe der schwedischen Provinzen im Baltikum. Dies waren Pleskau und Nowgorod. Beide Standorte hatten eigene Schiffswerften, Pleskau am Peipussee und Nowgorod an der Mündung des Wolchows. Beide Stützpunkte wurden durch vorgelagerte Verteidigungsstellungen bei Petschory und Gdov geschützt. Von beiden Stützpunkten bildeten regelmäßig den Ausgangspunkt für die russischen Unternehmungen und Feldzüge in Livland, Estland und Ingermanland. Letztere Provinz bildete mit Finnland einen eigenen Kriegsschauplatz.

## Befehlshaber der Streitkräfte
| Befehlshaber der Schweden      | Befehlshaber der Russen | Befehlshaber der Sachsen    |
| ------------------------------ | ----------------------- | --------------------------- |
| Wolmar Anton von Schlippenbach | Boris Scheremetew       | Otto Arnold Paykull         |
| Georg Johann Maydell           | Anikita Repnin          | Johann Reinhold von Patkul  |
| Erik Dahlberg                  | Christian Bauer         | Jacob Heinrich von Flemming |
| Henning Rudolf Horn            | Fjodor Apraxin          | Adam Heinrich von Steinau   |
| Carl Gustaf Rehnskiöld         | Awtonom Golowin         |                             |
| Niels Stromberg                | Charles de Croÿ         |                             |
| Otto Vellingk                  | Alexanderh Imeretinski  |                             |
|                                | Iwan Trubezkoi          |                             |
|                                | Adam Weide              |                             |

## Kriegsverlauf

### Sächsischer Angriff auf Riga

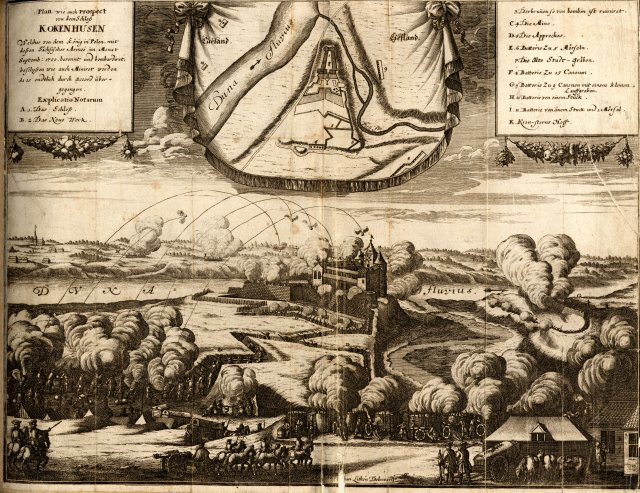
Die Beschießung der Burg Kokenhusen in Livland durch sächsische Truppen (Herbst 1700); zeitgenössischer Druck

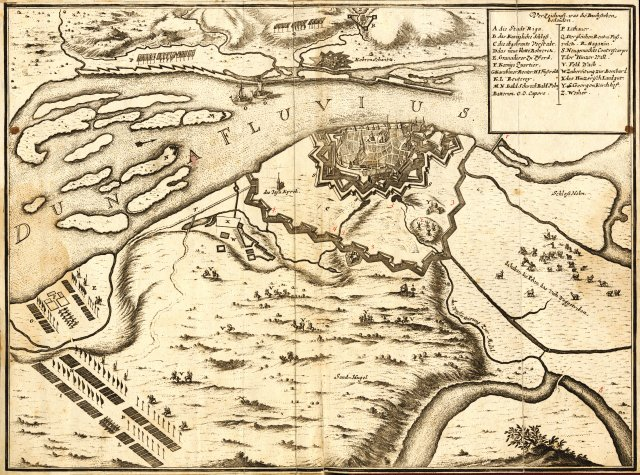
Blockade der Stadt Riga durch die polnischen und sächsischen Truppen im Jahr 1700

Am 12. Februar 1700 drang General Jacob Heinrich von Flemming an der Spitze von etwa 14.000 sächsischen Soldaten in Livland ein, um die Provinz und ihre Hauptstadt Riga einzunehmen. Generalgouverneur Livlands war der Feldmarschall Graf Erik von Dahlberg, gleichzeitig Schwedens berühmtester Festungsbaumeister, der seine Hauptstadt in einen exzellenten Verteidigungszustand versetzte. Angesichts der starken Mauern Rigas nahmen die Sachsen zunächst das benachbarte Dünamünde ein (13.–15. März 1700), das von August II. sogleich in Augustusburg umbenannt wurde. Danach richteten die sächsischen Truppen eine Blockade vor Riga ein, ohne jedoch die Festung ernstlich anzugreifen. Nach acht Wochen ergriffen hingegen Dahlbergs Schweden die Initiative und schlugen die Sachsen im Gefecht bei Jungfernhof (6. Mai 1700). Die sächsischen Truppen wichen hinter die Düna aus und warteten zunächst auf Verstärkung. Als diese im Juni 1700 unter Generalfeldmarschall Adam Heinrich von Steinau eintraf, begleitete sie August II. persönlich. Steinau ging im Juli wieder zum Angriff über, schlug ein schwedisches Detachement unter General Otto Vellingk in der Nähe von Jungfernhof und begann die eigentliche Belagerung von Riga. Als die Belagerung kaum Fortschritte erzielte, beschloss man auf sächsischer Seite, zunächst größere Teile Livlands zu sichern. Aus diesem Grund wurde im Herbst auch die Burg Kokenhusen belagert und am 17. Oktober 1700 erobert. Danach suchten die Sachsen ihre Winterquartiere in Kurland auf. Die schwedischen Truppen in Livland rekrutierten sich überwiegend aus Esten, Letten und Finnen und waren vorerst auf sich allein gestellt. Es kam ihnen jedoch zugute, dass sich der livländische Adel nicht gegen die schwedische Herrschaft erhob. Stattdessen kam es im Zuge des sächsischen Einmarsches zu Bauernrevolten, was die Adligen umso mehr an die schwedische Krone anlehnen ließ.
Ursprünglich hatten die Alliierten vereinbart, dass Russland gleich nach dem Friedensschluss mit dem Osmanischen Reich, möglichst jedoch im April 1700, den Krieg gegen Schweden eröffnen sollte. Doch die Friedensverhandlungen zogen sich in die Länge und Peter I. zögerte, trotz des Drängens von August II., sich am Krieg zu beteiligen. Erst Mitte August 1700 gelang eine Verständigung mit den Osmanen, und am 19. August erklärte Peter I. Schweden schließlich den Krieg. Er tat dies jedoch in völliger Unkenntnis der Tatsache, dass am Vortag mit Dänemark bereits ein wichtiger Verbündeter der Koalition weggefallen war. In einem Bericht hielt der niederländische Gesandte am 3. September deshalb fest: „Wenn diese Neuigkeit vierzehn Tage früher eingetroffen wäre, so zweifle ich sehr, ob S. Czarische Majestät sich mit ihrer Armee in Marsch gesetzt oder S. Majestät dem König von Schweden den Krieg erklärt hätte.“

### Russische Belagerung Narvas

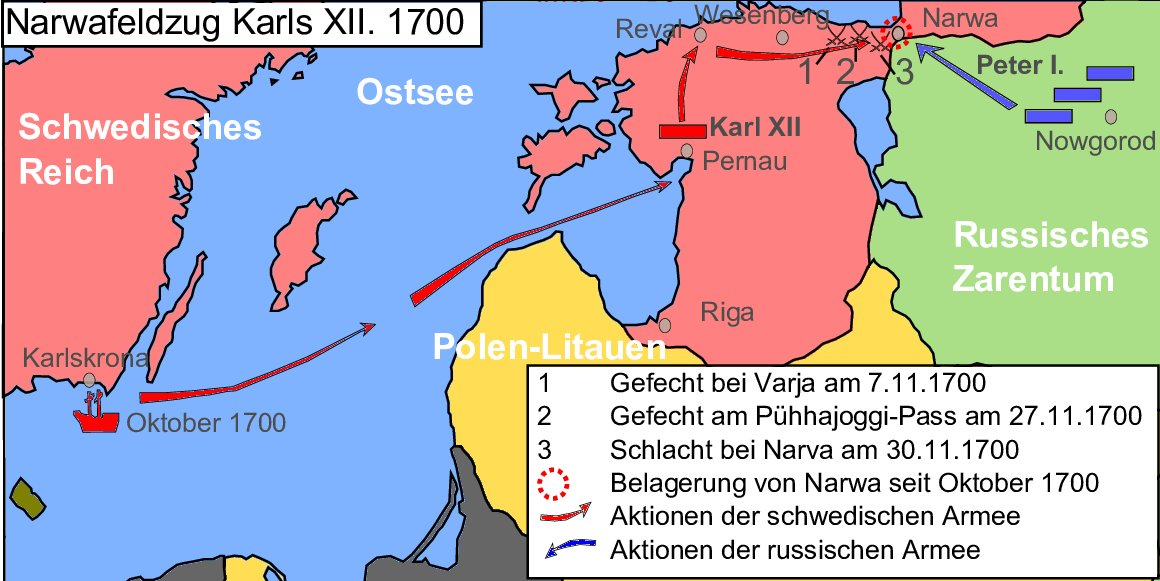
Narwafeldzug Karls XII.

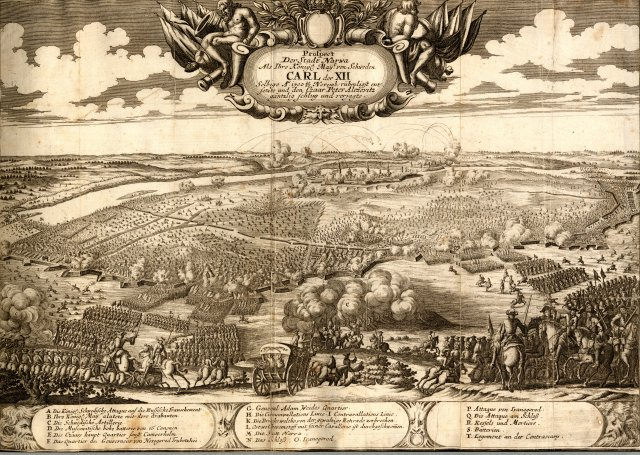
Schlacht bei Narva am (20.) 30. November
aus: Johann Christoph Brotze: Sammlung verschiedener Liefländischer Monumente

Allerdings hatte Peter I. bereits im Sommer 1700 eine Armee an den schwedischen Grenzen aufstellen lassen, die zu einem großen Teil aus jungen, nach westeuropäischem Vorbild ausgebildeten Rekruten bestand. Insgesamt wurden die Streitkräfte in drei Divisionen unter den Generälen Golowin, Weide und Repnin geteilt. Zu diesen stießen noch einmal 10.500 Kosaken, so dass sich die Gesamtstreitmacht auf etwa 64.000 Mann belief. Von diesen stand jedoch noch ein großer Teil im Landesinneren. Mitte September rückte eine russische Vorhut in schwedisches Territorium ein, und am 4. Oktober 1700 begann die russische Hauptarmee mit etwa 35.000 Soldaten die Belagerung von Narva. Peter I. hatte vor dem Krieg Ingermanland und Karelien für sich reklamiert, um einen sicheren Zugang zur Ostsee zu erhalten. Narva lag zwar nur 35 Kilometer von den russischen Grenzen entfernt, aber in dem von August II. beanspruchten Livland. Bei den Verbündeten regte sich deshalb Misstrauen gegenüber dem Zaren, und man fürchtete, dass dieser Livland für sich erobern wollte. Drei Gründe sprachen jedoch für Narva als Ziel des russischen Angriffs: Es lag südlich von Ingermanland und konnte den Schweden als Einfallstor in diese Provinz dienen. Es lag unweit der russischen Grenzen und war damit ein logistisch relativ einfach zu erreichendes Ziel. Wichtig war nicht zuletzt, dass fast der gesamte Handel Russlands nach Westen über Riga und Narva lief und der Zar ungern beide Städte im Besitz Augusts II. gesehen hätte.

### Entsatz Narva und Riga durch die schwedische Armee

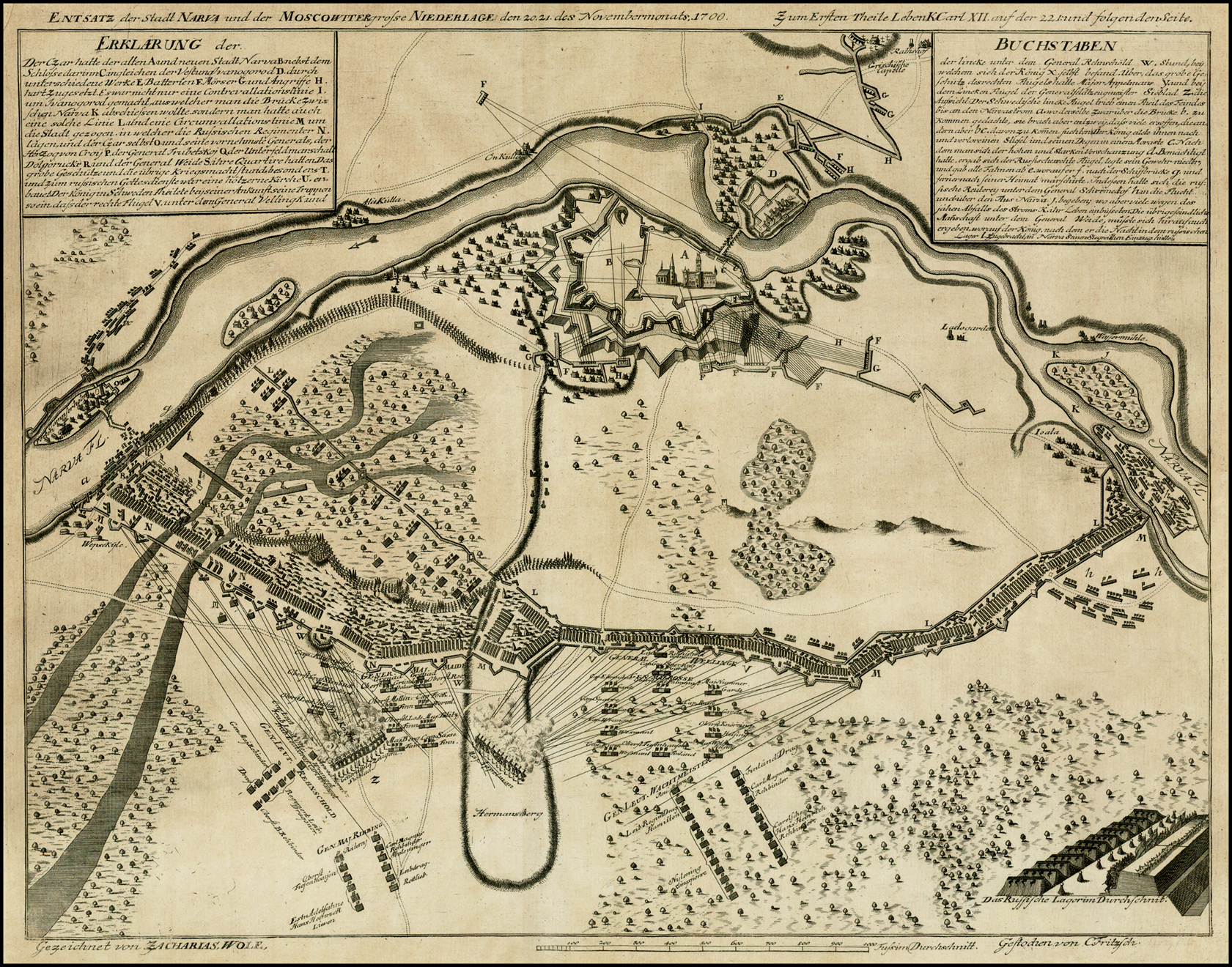
Entsatz der Stadt NARVA und der Moscowiter grosse Niederlage den 20.21. des Novembermonats, 1700 (datiert nach schwedischem Kalender);
Befestigungen, Truppenbewegungen, Batterien der Schlacht bei Narva gezeichnet von Zacharias Wolf.

Unterdessen hatte Karl XII. seine Armee bis zum 24. August 1700 wieder aus Dänemark abgezogen. Seitdem bereitete er in Südschweden eine Expedition nach Livland vor, um dort den sächsischen Truppen entgegenzutreten. Trotz der drohenden Herbststürme verließ Karl am 1. Oktober Karlskrona und erreichte am 6. Oktober Pärnu. Die schwedischen Verbände hatten Verluste durch heftige Stürme hinnehmen müssen. Trotzdem wurde die Flotte sofort wieder zurückgeschickt, um weitere Soldaten und die schwere Artillerie zu überführen. Da er den alten Dahlberg in Riga siegreich fand und die Sachsen bereits in den Winterquartieren, beschloss er, sich gegen die russische Armee bei Narva zu wenden. Er verlegte seine Truppen nach Reval, wo er weitere Verstärkung aus der Region versammelte und seine Verbände mehrere Wochen exerzieren ließ. Am 13. November 1700 brach er mit etwa 10.500 Soldaten nach Osten auf. Der Marsch im kalten Wetter und fast ohne jeden Nachschub erwies sich als schwierig, doch am 19. November erreichten die Schweden die russischen Stellungen. Am folgenden Tag kam es schließlich zur Schlacht bei Narva ((20.) 30. November 1700), in der die schwedischen Truppen die zahlenmäßig weit überlegene russische Armee vernichtend schlugen. Im Verlauf der Kämpfe und bei der darauf folgenden Flucht löste sich das russische Heer nahezu vollständig auf und verlor praktisch die gesamte Artillerie. Allerdings waren auch die geringen schwedischen Kräfte geschwächt, und auch sie mussten, nachdem Narva wieder befreit worden war, zunächst ihre Winterquartiere beziehen.

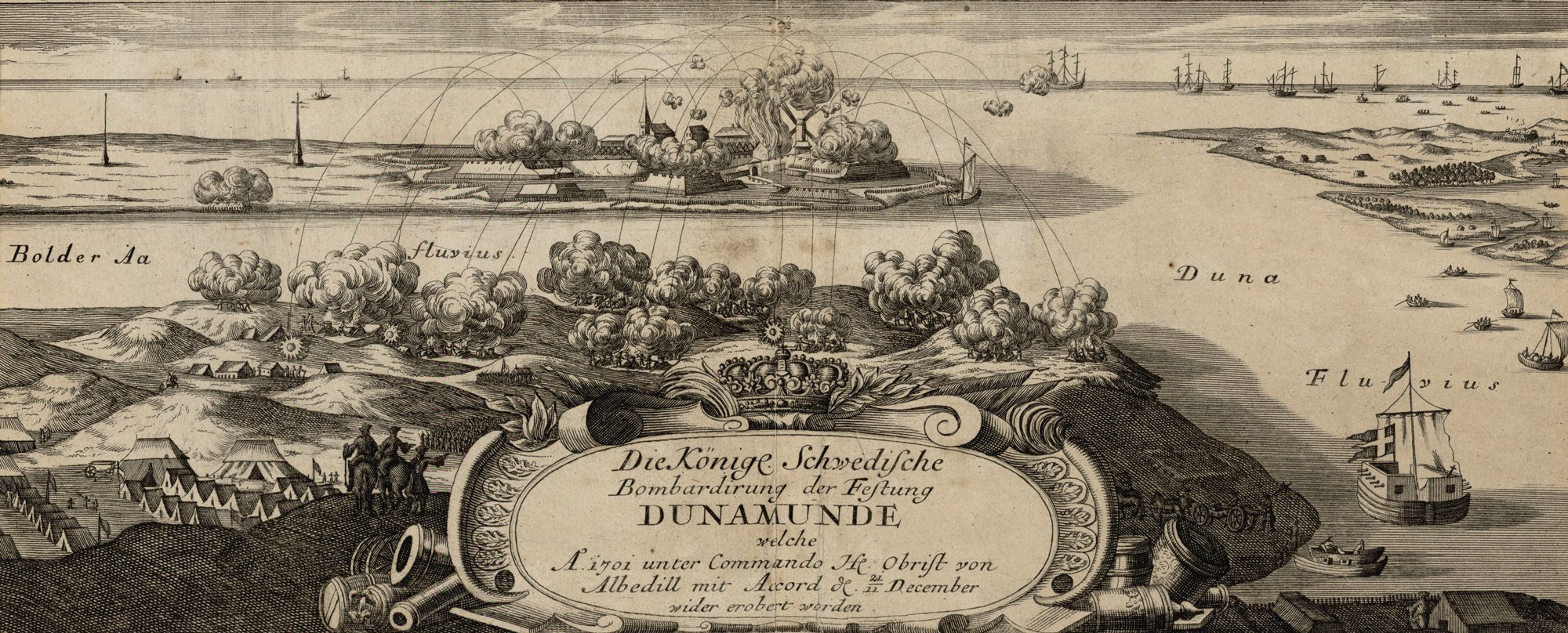
Bombardierung der Festung Dünamünde durch königlich-schwedische Truppen im Jahr 1701

Nach den üblichen Heerschauen begann am 17. Juni 1701 der schwedische Vormarsch über Wolmar und Wenden nach Riga. Karl plante, sein Heer zwischen Kokenhusen und Riga über die Düna zu setzen. Die Sachsen hatten dieses Vorgehen vermutet und an mehreren Übergangsstellungen entlang der Düna Feldbefestigungen errichtet. Beide Heere standen sich erstmals am 8. Julijul. / 19. Juligreg. bei Riga an der Düna gegenüber. Die sächsisch-russische Armee war mit 25.000 Mann der etwa 20.000 Schweden zählenden Armee leicht überlegen. Dieser Vorteil ging jedoch verloren, da der sächsische Oberbefehlshaber Adam Heinrich von Steinau sich durch schwedische Ablenkungsmanöver täuschen ließ und seine Einheiten entlang der Düna zersplitterte. So gelang es der schwedischen Infanterie, den reißenden Fluss zu überqueren und einen Brückenkopf an dem von den Sachsen gehaltenen Flussufer zu bilden. Die sächsische Armee erlitt in der sich anschließenden Schlacht an der Düna eine Niederlage, konnte sich aber sammeln und bis auf preußisches Territorium geordnet zurückziehen. Die russischen Truppen zogen sich ebenso, von der erneuten Niederlage geschockt, nach Russland zurück.

### Russische Kriegspläne nach der Schlacht bei Narva

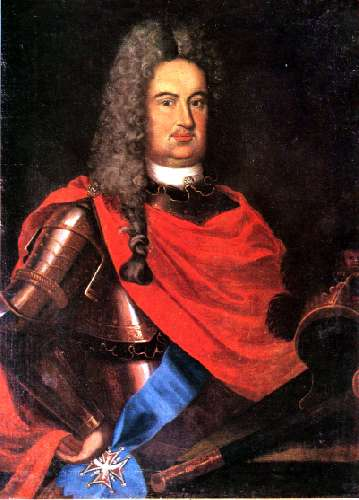
Der russische Feldmarschall Boris Petrowitsch Scheremetew trug mit seinen Siegen gegen die Schweden entscheidend zum russischen Erfolg bei.

Karl XII. war nach dem Sieg in der Schlacht bei Narva Ende November 1700 mit seiner Hauptarmee nach Süden gezogen, um den Kampf gegen August II. zu führen. Den Oberbefehl über die schwedischen Ostseebesitzungen übertrug er in Finnland Generalmajor Abraham Kronhjort, in Livland Oberst Wolmar Anton von Schlippenbach und in Riga Generalmajor Karl Magnus Stuart. Die schwedischen Kriegsschiffe im Ladogasee und im Peipussee wurden von Admiral Gideon von Numers kommandiert. Die russische Armee war zu dem Zeitpunkt kein ernstzunehmender Gegner mehr. Aufgrund der sich daraus ergebenden Siegesgewissheit lehnte Karl russische Friedensangebote ab. Die taktische Überlegenheit der Schweden über die Russen hatte sich als Vorurteil auch im Denken Karls verfestigt, der von der geringen Bedeutung der russischen Schlagkraft so überzeugt war, dass er seine Kriegsanstrengungen selbst dann noch auf den polnischen Kriegsschauplatz konzentrierte, als schon ein großer Teil Livlands und Ingermanlands unter russischer Kontrolle war.
Durch die Verlagerung der schwedischen Hauptmacht auf den polnischen Kriegsschauplatz erhöhten sich jedoch die Chancen Peters I., den Krieg zu einem günstigeren Verlauf zu führen, und den gewünschten Ostseezugang für Russland zu erobern. Zar Peter nutzte den Abzug der schwedischen Armee und ließ die verbliebenen russischen Kräfte nach dem Desaster von Narva ihre Aktivitäten in den schwedischen Baltikumprovinzen wieder aufnehmen. Die Kriegsstrategie der Russen setzte auf Ermattung des Gegners. Dies sollte durch Streifzüge und stetige Angriffe, verbunden mit dem Aushungern der Bevölkerung durch Zerstörung der Ortschaften und Felder, erreicht werden. Gleichzeitig sollten die russischen Soldaten durch den stetigen Kampf an die schwedische Kriegstaktik mit ihren heftigen Attacken in der Schlacht gewöhnt werden.
Den Zeitgewinn durch die Abwesenheit der schwedischen Armee nutzte Zar Peter, um unter enormen Anstrengungen seine Armee wieder aufrüsten und reorganisieren zu lassen. So berief er ausländische Experten, die die Truppen – ausgestattet mit modernen Waffen – in den Methoden der westeuropäischen Kriegsführung schulen sollten. Um die bei Narva verlorengegangene Artillerie schnell wieder aufzubauen, ließ er Kirchenglocken konfiszieren, um aus ihnen Kanonen gießen zu lassen. Auf dem Ladogasee und dem Peipussee ließ er Hunderte von Kanonenbooten bauen. Die russische Armee verfügte bereits im Frühjahr 1701 wieder über 243 Kanonen, 13 Haubitzen und 12 Mörser. Durch neue Rekrutierungen verstärkt, bestand sie 1705 wieder aus 200.000 Soldaten nach den 34.000 verbliebenen im Jahr 1700.
Um seine Kriegspläne diplomatisch zu unterstützen, ließ der Zar parallel zu den Beistandsbekundungen gegenüber August II. auch einen Unterhändler nach Kopenhagen entsenden, um Dänemark zu einer Invasion auf Schonen zu bewegen. Da der schwedische Reichsrat eine Streitkraft bis an den Sund vorrücken ließ, scheiterten die Bündnispläne, und die Dänen verschoben ihren Angriff auf später.
Die schwedischen Kräfte im Baltikum unter Oberst von Schlippenbach waren nur sehr schwach und zudem in drei autonome Korps getrennt. Jedes dieser Korps war für sich zu schwach, um den russischen Kräften mit Erfolg entgegentreten zu können, zumal sie nicht koordiniert geführt wurden. Zudem setzten sich diese Truppen nicht aus den Stammregimentern zusammen, sondern aus neugeworbenen Rekruten. Schwedische Verstärkungen wurden primär dem polnischen Kriegsschauplatz zugeführt, so dass ein strategisch wichtiger Punkt nach dem anderen von der russischen Armee erobert werden konnte.

### Zerschlagung der livländischen Armee

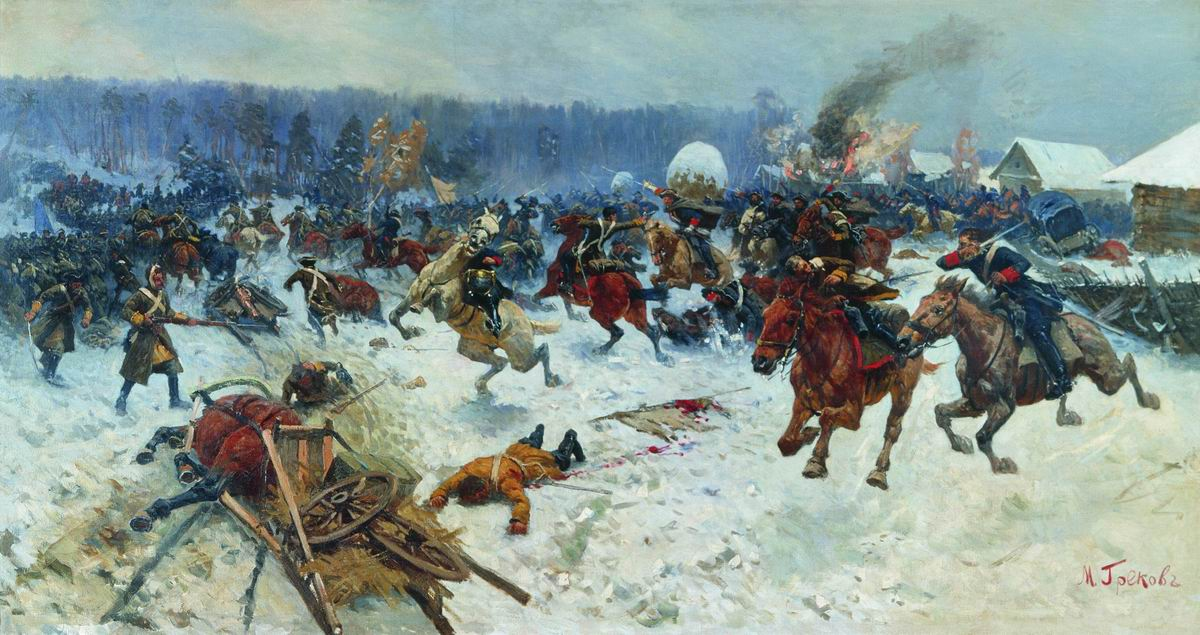
Schlacht bei Erastfer

Mitte 1701 führten zuerst schwedische und dann russische Kräfte Streifzüge nach Ingermanland und Livland durch und marschierten in das jeweils gegnerische Gebiet, wo sie sich mehrere Scharmützel lieferten. Die russischen Kräfte hatten sich wieder soweit erholt, dass sie zu begrenzten Offensiven in der Lage waren. Von den russischen Hauptquartieren bei Pskow und Nowgorod rückte im September eine etwa 26.000 Mann starke Streitmacht südlich des Peipussees nach Livland ein. Bei dem anschließenden Feldzug gelang es dem schwedischen General Schlippenbach im September 1701, mit einer nur 2.000 Mann starken Abteilung das etwa 7.000 Mann zählende russische Hauptheer unter Boris Scheremetjew in zwei Treffen bei Rauge und Kasaritz zu schlagen, wobei die Russen 2.000 Soldaten verloren. Dessen ungeachtet unternahmen russische Armeeteile aber weiterhin begrenzte Angriffe auf livländisches Gebiet, denen die zahlenmäßig unterlegenen Schweden immer weniger entgegenzusetzen hatten.

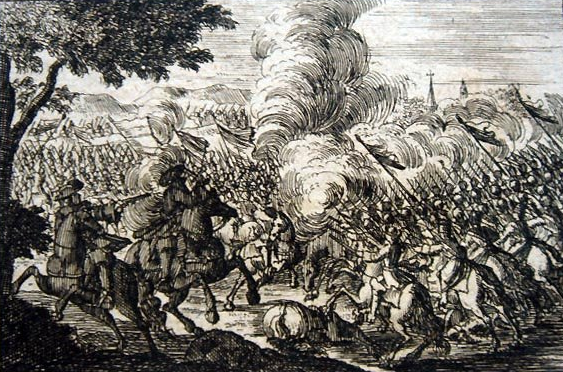
Gefecht bei Hummelshof

Während der zweiten großen Invasion in Livland unter der Führung von General Boris Scheremetjew besiegten russische Streitkräfte am 30. Dezember 1701 in der Schlacht von Erastfer erstmals eine 2.200 bis 3.800 Mann starke schwedisch-livländische Armee unter dem Kommando von Schlippenbach. Die schwedischen Verluste wurden auf etwa 1.000 Mann geschätzt. Nachdem die siegreichen Russen die Gegend geplündert und zerstört hatten, zogen sie sich wieder zurück, da Scheremetjew einen Angriff Karls XII. befürchtete, der sich mit einer starken Heeresmacht in Kurland aufhielt. Aus schwedischer Sicht ließen die ungleichen Kräfteverhältnisse eine erfolgreiche Verteidigung Livlands immer unwahrscheinlicher erscheinen, zumal die bisherige Geringschätzung der Russen nach ihrem jüngsten Sieg kaum noch gerechtfertigt schien. Karl lehnte dennoch die Rückkehr nach Livland ab und entsandte lediglich einige Ergänzungstruppen.
Als Karl im Sommerfeldzug des Jahres 1702 von Warschau nach Krakau marschierte und damit den nördlichen Kriegsschauplatz entblößte, sah Peter erneut die Gelegenheit für einen Einfall. Von Pskow aus überschritt ein 30.000 Mann starkes Heer die schwedisch-russische Grenze und erreichte am 16. Juli Erastfer. Dort erzielte die russische Armee am 19. Juli gegen die etwa 6.000 Mann zählenden Schweden in dem Gefecht bei Hummelshof (oder Hummelsdorf), nahe Dorpat und bei Marienburg in Livland entscheidende Siege, wobei nach schwedischen Angaben 840 eigene Tote und 1.000 Gefangene in der Schlacht selbst und weitere 1.000 während der anschließenden Verfolgung durch die Russen zu beklagen waren. Die Schlacht bedeutete das Ende der livländischen Armee und den Ausgangspunkt der russischen Eroberung Livlands. Da die verbliebenen schwedischen Kräfte zu schwach waren, um sich den Russen in einer offenen Feldschlacht entgegenzustellen, fielen Wolmar und Marienburg sowie die ländlichen Gebiete Livlands noch im August in russische Hand. Es folgten ausgedehnte Verwüstungen und Zerstörungen Livlands. Nach den Plünderungen zog sich die russische Armee nach Pskow zurück, ohne das eroberte Gebiet zu besetzen.

### Festigung der russischen Position im Baltikum

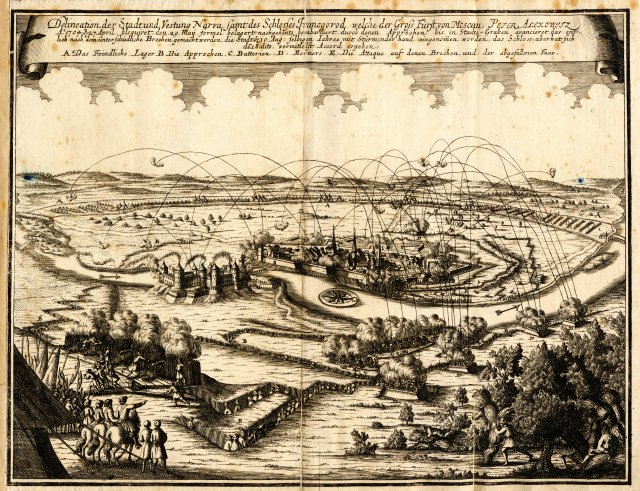
Kupferstich der Belagerung der Festung Narwa durch russische Truppen

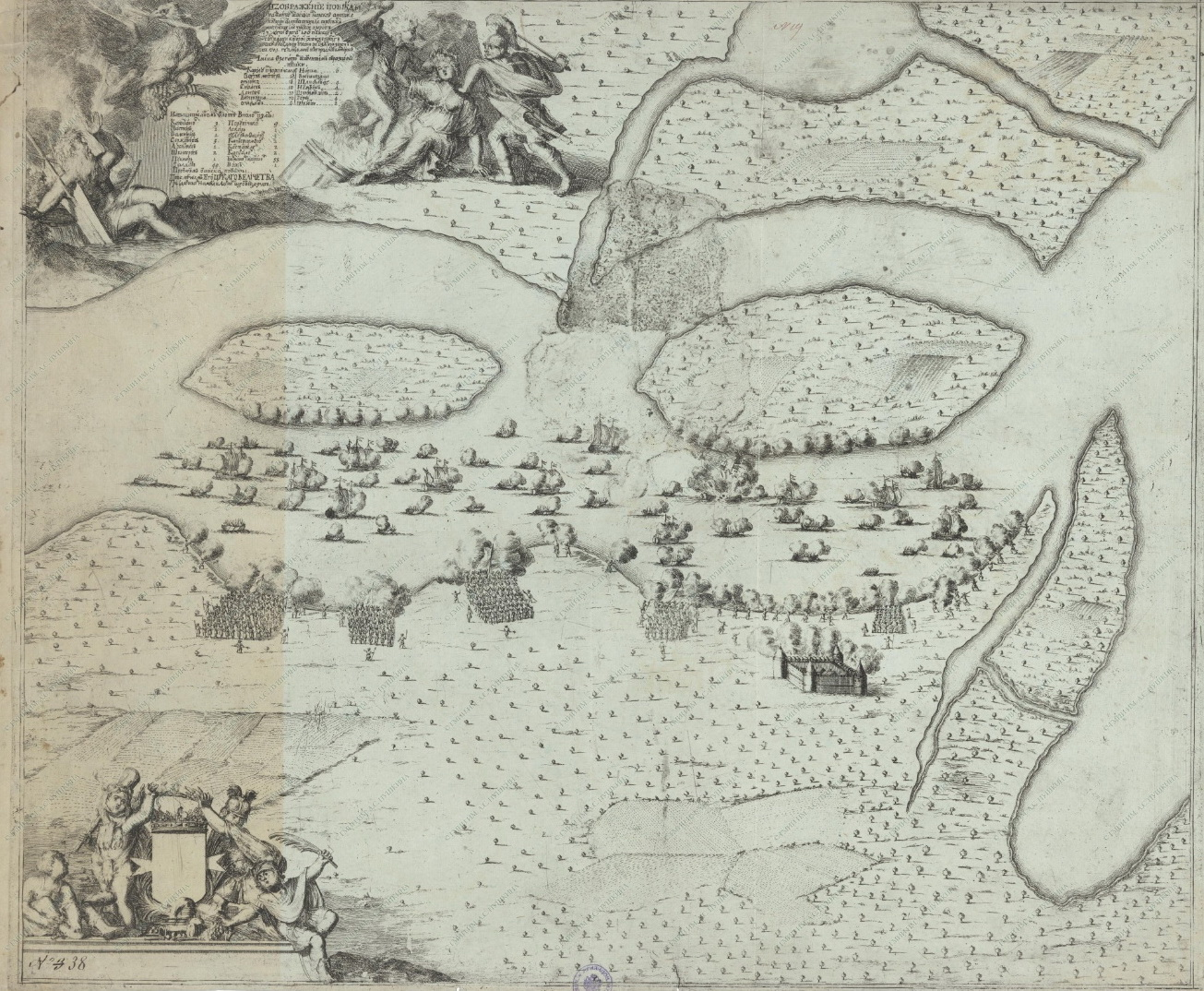
Gefecht am Embach im Mai 1704

Auch nach den russischen Erfolgen im Newa-Umland war Karl nicht zu einer Verstärkung der livländischen Streitkräfte oder zu einem persönlichen Eingreifen auf diesem Kriegsschauplatz bereit, obwohl er Anfang 1704 im nahegelegenen Westpreußen seine Winterquartiere bezogen hatte. So mussten auf seinen Befehl hin sämtliche Aushebungen auf dem schwedischen Kernland nach Polen geführt werden, und im Juli 1704 entblößte der Schwedenkönig Livland noch weiter, als er mit 30.000 Mann nach Warschau zog, um die Wahl seines Favoriten zum polnischen König zu sichern.
Weitere Kämpfe wurden auf dem Peipussee ausgetragen, dessen Beherrschung eine Voraussetzung für die Eroberung Livlands war. Hier dominierten zunächst noch die Schweden, die über 14 Boote mit 98 Kanonen verfügten. Um dem zu begegnen, bauten die Russen während der Wintermonate 1703/04 eine Anzahl von Booten. Anfang Mai 1704 gelang damit die völlige Vernichtung der schwedischen Flotte. Durch die Kontrolle des Sees konnten die russischen Streitkräfte für die weiteren Eroberungszüge nun auch über die Binnengewässer versorgt werden.
Bereits im Sommer 1704 wurde eine russische Armee unter dem Kommando von Feldmarschall Ogilvy (1651–1710), von Ingermanland zur Eroberung von Narva geschickt. Gleichzeitig stieß eine weitere Armee gegen Dorpat vor. Ziel dieser Operationen war die Einnahme dieser wichtigen Grenzfestungen, um dadurch das im Vorjahr eroberte Ingermanland mit der geplanten Hauptstadt zu schützen und Livland zu erobern. Ein schwedischer Entsatzversuch unter Schlippenbach mit 1.800 verbliebenen Soldaten scheiterte unter Verlust der gesamten Streitkraft. Anfang Juni wurde Dorpat eingeschlossen, und am 14. Juli 1704 fiel die Stadt in russische Hand. Bereits im April war Narwa von 20.000 Russen unter Anwesenheit Peters I. eingeschlossen worden. Drei Wochen nach Dorpat fiel am 9. August auch diese Festung nach einem heftigen Sturmangriff und schweren Kämpfen in der Stadt. Bei der Eroberung Narwas wurden 1.725 Schweden gefangen genommen.
Dennoch waren 1707 nur noch wenige Hauptorte und Festungen im Baltikum in schwedischer Hand, darunter Riga, Pernau, Arensburg und Reval. Der erwartete Angriff Karls auf Russland führte indes zu einer Pause auf diesem Kriegsschauplatz.
Die russischen Siege waren bisher immer durch eine deutliche zahlenmäßige Überlegenheit sichergestellt worden. Die Taktik konzentrierte sich auf die Schwachpunkte des Gegners mit Angriffen auf isolierte schwedische Festungen mit kleinen Garnisonen. Am Anfang vermied es die russische Armee noch, größere Festungen anzugreifen. Die planmäßige Anwendung der Taktik der verbrannten Erde war ein Kennzeichen der Kriegsführung seitens der Russen. Ihr Ziel war, das Baltikum als schwedische Basis für weitere Operationen untauglich zu machen. Zahlreiche Einwohner wurden durch die russische Armee verschleppt. Viele von ihnen endeten als Leibeigene auf den Gütern hoher russischer Offiziere oder wurden als Sklaven an die Tataren oder die Osmanen verkauft. Durch die erfolgreichen Einsätze im Baltikum hatte die russische Armee an Selbstvertrauen gewonnen. Sie bewiesen, dass sich die Zarenarmee in wenigen Jahren effektiv entwickelt hatte.

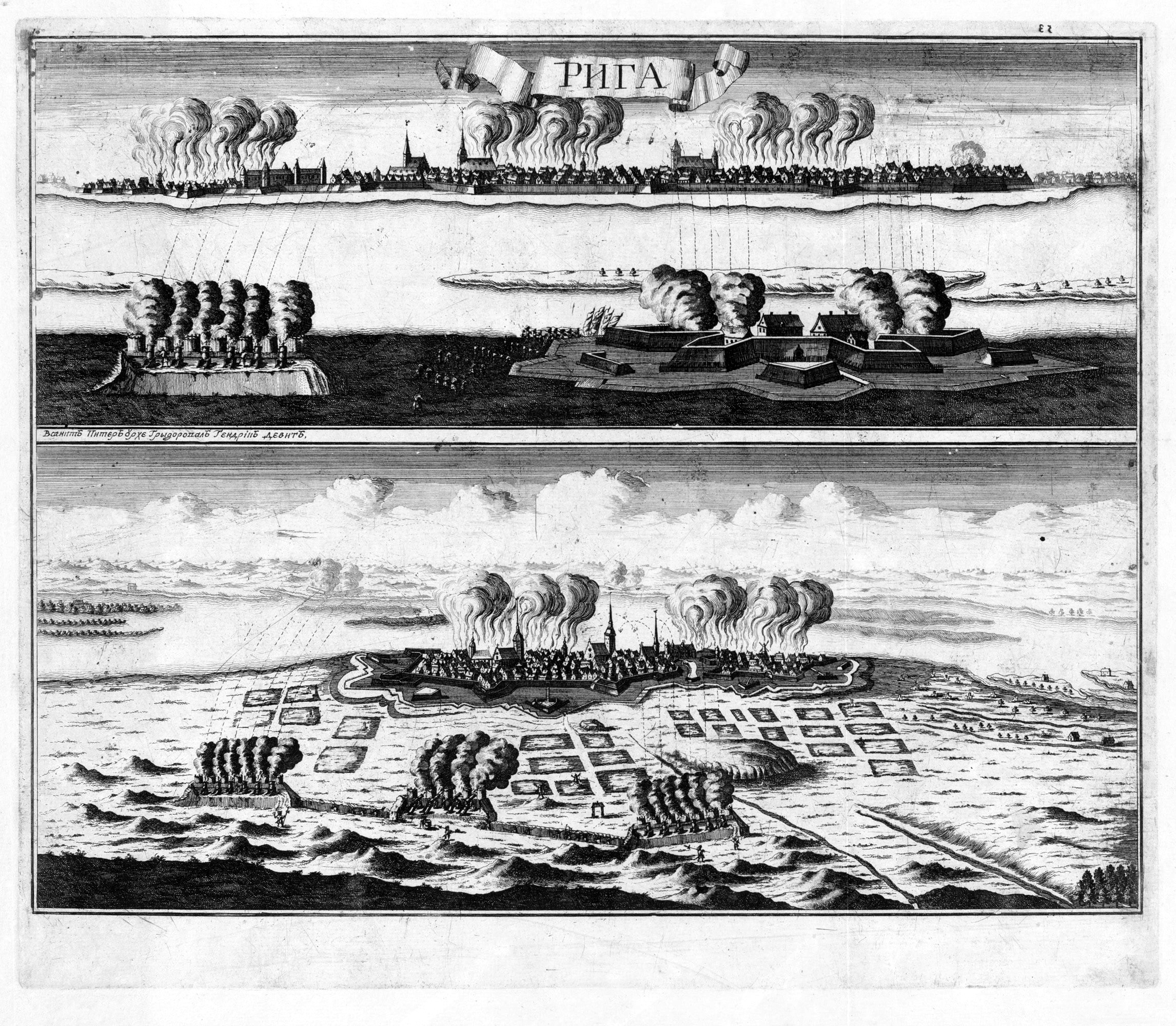
Belagerung von Riga 1710

Während Karl XII. beim Sultan über den Kriegseintritt des Osmanischen Reichs verhandelte, vollendete Zar Peter die Eroberung von Livland und Estland. Die Russen eroberten im Juni 1710 durch Belagerung von Wyborg, am 4. Juli 1710 kapitulierte Riga nach längerer Belagerung durch die Truppen des Feldmarschalls Scheremetjew. Am 14. August 1710 kapitulierte nach kurzer Belagerung Pernau. Nach der Kapitulation von Arensburg und der Einnahme der Insel Ösel durch die Russen war Reval (die heutige estnische Hauptstadt Tallinn) die letzte Festung, die Schweden in Livland behauptete. Nach dem russischen Feldzug durch Livland im Spätsommer 1704 waren die Befestigungen umfassend erneuert und erweitert worden, und auch die Garnison wurde auf fast 4.000 Mann aufgestockt. Die Belagerung der Stadt durch russische Truppen begann Mitte August 1710. Anfang August war die Pest ausgebrochen, deren Verbreitung sich durch den Zuzug von Flüchtlingen und die daraus resultierende Überbevölkerung noch beschleunigte. Die Situation verschlechterte sich derart, dass die schwedische Führung schließlich am 29. September die Kapitulation unterzeichnete und die Stadt dem russischen Kommandeur Apraxin überließ.

## Folgen
1721 wurde Schweden zum Frieden gezwungen. Der Krieg entschied auch über das Schicksal von Estland und Livland. Von etwa 350.000 Bewohnern Livlands und Estlands vor Kriegsausbruch, waren 1721 nur noch etwa 120.000 am Leben. Die Verheerung des Landes durch die Russen, die Kampfhandlungen als auch die Verschleppung der Zivilbevölkerung in die Sklaverei nach Russland als auch die Pest und Hungersnöte führten zu massiven Bevölkerungsverlusten, die erst nach Jahrzehnten wieder ausgeglichen werden konnten. Livland, das fortan zu Russland gehörte, konnte noch einige Zeit seine innere Autonomie wahren. Kaiser Peter stattete die Stände im Nystädter Frieden 1721 mit völkerrechtlich verbindlichen Privilegien aus, die von allen nachfolgenden Kaiserinnen und Kaisern bis zu Alexander II. (1855) bestätigt wurden. Die Privilegien umfassen: Glaubensfreiheit, deutsche Verwaltung, deutsche Sprache, deutsches Recht. Estland, Livland und Kurland (ab 1795) werden deswegen auch als die „deutschen“ Ostseeprovinzen Russlands bezeichnet.

## Übersichtskarte
| Jungfernhof (1700) Riga (1700) Riga(1709) |

| Düna (1701) |

| Pühhajoggi-Pass (1700) |

| Narva (1700) Narva (1704) |

| Varja (1700) |

| Wesenberg (1704) Wesenberg (1708) |

| Petschora (1701) |

| Dorpat (1704) |

| Embach (1704) |

| Rauge (1701) |

| Erastfer(1701) |

| Hummelshof (1702) |

| Wolmar (1702) |

| Marienburg (1702) |

| Pernau (1710) |

| Reval (1710) |

## Schlachten des Kriegsschauplatzes
| Schlacht                | Datum                            | Schwedische Kräfte | Alliierte Kräfte | Schwedische Verluste          | Alliierte Verluste                          | Ergebnis          |
| ----------------------- | -------------------------------- | ------------------ | ---------------- | ----------------------------- | ------------------------------------------- | ----------------- |
| Gefecht bei Jungfernhof | 5. Juni 1700                     | 3200               | 1500             | k. A.                         | k. A.                                       | Schwedischer Sieg |
| Belagerung von Riga     | 12. Februar 1700 – Oktober 1700  | 4000               | 18.000           | k. A.                         | k. A.                                       | Schwedischer Sieg |
| Gefecht bei Varja       | 7. November 1700                 | 800                | 5000             | 280 Getötete und Verwundete   | 1500 Getötete, Verwundete und Gefangene     | Schwedischer Sieg |
| Schlacht bei Narva      | 30. November 1704                | 12.300             | 37.000           | 667 Getötete, 1247 Verwundete | 9000 Getötete, 20.000 Gefangene             | Schwedischer Sieg |
| Gefecht bei Petschora   | 23. Februar 1701                 | 4100               | 6000             | 30 Getötete, 60 Verwundete    | 500 Getötete                                | Schwedischer Sieg |
| Schlacht an der Düna    | 19. Juli 1701                    | 14.000             | 29.000           | 100 Getötete, 400 Verwundete  | 1300 Getötete und Verwundete, 700 Gefangene | Schwedischer Sieg |
| Gefechte bei Rauge      | 15. September 1701               | 2000               | 7000             | 100 Getötete und Verwundete   | 2000 Getötete, Verwundete und Gefangene     | Schwedischer Sieg |
| Schlacht bei Erastfer   | 9. Januar 1702                   | 3470               | 18.087           | 700 Getötete, 350 Gefangene   | 1000 Getötete, 2000 Verwundete              | Russischer Sieg   |
| Gefecht bei Hummelshof  | 29. Juli 1702                    | 6000               | 23.969           | 840 Getötete, 2000 Gefangene  | 1500 Getötete und Verwundete                | Russischer Sieg   |
| Gefecht am Embach       | 7. Mai 1704                      | 570                | 7317             | 190 Getötete, 142 Gefangene   | 58 Getötete, 162 Verwundete                 | Russischer Sieg   |
| Belagerung von Tartu    | 4. Juni–13. Juli 1704            | 5000               | 21.000           | 810 Getötete und Verwundete   | 317 Getötete, 400 Verwundete                | Russischer Sieg   |
| Belagerung von Narva    | 27. Juni bis 9. August 1704      | 4500               | 45.000           | 2700 Getötete, 1800 Gefangene | 359 Getötete, 1340 Verwundete               | Russischer Sieg   |
| Schlacht bei Wesenberg  | 26. Juni 1704                    | 1400               | 8000             | 400 Getötete, 600 Gefangene   | k. A.                                       | Russischer Sieg   |
| Gefecht bei Wesenberg   | 16. August 1708                  | 1500               | 3300             | 704 Getötete, 244 Gefangene   | 16 Getötete, 53 Verwundete                  | Russischer Sieg   |
| Belagerung von Riga     | 14. November 1709 – 4. Juli 1710 | 13.400             | 40.000           | 8000 Getötete                 | 9800 Getötete                               | Russischer Sieg   |
| Belagerung von Pernau   | 16. August 1708                  | 1000               | 6000             | 880 Getötete                  | k. A.                                       | Russischer Sieg   |
| Belagerung von Reval    | 18. August – 30. September 1710  | 4000               | 15.000           | 1420 Getötete                 | k. A.                                       | Russischer Sieg   |